# Cassel, Kalifornien
Cassel är en så kallad census-designated place i Shasta County i Kalifornien. Vid 2010 års folkräkning hade Cassel 207 invånare.